# Музей антропологии и этнологии (Флоренция)
Музей антропологии и этнологии Флоренции (итал. Museo di antropologia ed etnologia) — один из значимых музеев города Флоренции, столицы региона Тоскана, центральная Италия. Собирает, хранит и экспонирует драгоценные этнографические коллекции, свидетельства разнообразных культур народов мира.

## История
Музей был основан в 1869 году антропологом Паоло Мантегацца, а затем в 1922 году реорганизован как первый национальный итальянский музей, посвящённый антропологии и этнографическим исследованиям. Музей имеет огромное наследие, распределённое по двадцати пяти залам. Музей является частью системы Флорентийского университета и частью Музея естественной истории Флоренции.
Музей размещается в историческом здании Палаццо Нонфинито (итал. Palazzo Nonfinito) — «Незаконченного дворца», расположенного на улице Виа дель Проконсоло, 12 (на углу с Виа дель Корсо) в центральной части Флоренции. Строительство здания в стиле флорентийского маньеризма началось в 1592 году по проекту архитектора Бернардо Буонталенти, с помощью его помощника Маттео Ниджетти. В 1592—1600 годах был достроен только первый этаж, позднее другие архитекторы строили дополнительные помещения. На фасаде здания имеется герб семьи Строцци (заказчиком здания был Алессандро Строцци).
Находки начали поступать со времен великих князей Тосканы из семьи Медичи, отличавшихся экзотическим любопытством, до многочисленных экспедиций последующих столетий, среди которых выделяется третья экспедиция сэра Джеймса Кука.
В 1814 году дворец стал собственностью правительства и использовался для государственных учреждений. В течение короткого периода, когда Флоренция была столицей Италии, он служил домом Государственного совета. В 1919 году Палаццо Нонфинито стал домом Музея антропологии и этнологии.

## Состав коллекции
Коллекции, насчитывающие в общей сложности около 25 000 артефактов, включают предметы многих народов планеты: от африканских культур (особенно из бывших итальянских колоний, таких как Ливия и Сомали, а также Эфиопии и стран Африки к югу от Сахары) до азиатских (особенно индонезийских, но также из монгольских степей и айнов Японии), от островов Океании до артефактов коренных племен Амазонки. Многие этнографические предметы попали во Флоренцию в шестнадцатом веке благодаря Медичи, такие как военная труба из Конго и дубинки Тупинамба и плащи: так семья Медичи поражала гостей своей «Комнатой чудес».
В Музее антропологии и этнологии Флоренции также хранятся коллекции, созданные специально для научных целей: останки скелета человека разумного, гипсовые слепки, инструменты и фотоархив, созданный начиная с 1869 года.